# Lijst van voetbalinterlands Australië - Indonesië (vrouwen)
Deze lijst van voetbalinterlands is een overzicht van alle officiële voetbalinterlands tussen de nationale vrouwenteams van Australië en Indonesië. De landen hebben tot nu toe één keer tegen elkaar gespeeld.

## Wedstrijden
| № | Plaats | Datum           | Competitie                   | Wedstrijd             | Uitslag |
| - | ------ | --------------- | ---------------------------- | --------------------- | ------- |
| 1 | Mumbai | 21 januari 2022 | Aziatisch kampioenschap 2022 | Australië − Indonesië | 18 − 0  |

## Samenvatting
| Competitie              | Totaal gespeeld | Winst Australië | Gelijk | Winst Indonesië | Doelsaldo Australië – Indonesië |
| ----------------------- | --------------- | --------------- | ------ | --------------- | ------------------------------- |
| Aziatisch kampioenschap | 1               | 1               | 0      | 0               | 18 − 0                          |
| Totaal                  | 1               | 1               | 0      | 0               | 18 − 0                          |